# Richard Liesveld
Richard Liesveld (født 10. maj 1973) er en hollandsk fodbolddommer. Han har dømt internationalt under det internationale fodboldforbund FIFA siden 2008, hvor han er placeret i den europæiske dommergruppe som Category 3-dommer, der er det fjerde højeste niveau for internationale dommere.

## Kampe med danske hold
- Den 29. juli 2010: Kvalifikation til Europa League: Buducnost Banatski – Brøndby IF 1-2.
- Den 4. august 2011: Kvalifikation til Europa League: Vitoria Guimaraes – FC Midtjylland 2-1.